# Driss Chraïbi
Driss Chraïbi född 15 juli 1926 i El Jadida, Marocko, död 1 april 2007 i Drôme, Frankrike var en marockansk författare.

## Biografi
Chraïbi var en av fem syskon. Hans far blev i ung ålder föräldralös vilket ledde till att han behövde försörja sig på flera olika yrken, senare blev han en förmögen importör. Hans mor kom från en traditionellt lärd familj. Inledningsvis studerade han i koranskola för att därefter fortsätta 10 år i fransk skola, Lycée Lyautey i Casablanca. 
År 1945 åkte han till Paris för att studera kemi och tog examen som ingenjör fem år senare. Vidare var han intresserad av neuropsykiatri, men han avbröt studierna innan han hann  avlägga doktorsexamen. Han valde dock att arbeta inom ett flertal olika yrken så som  kemiingenjör, journalist, ambulerande fotograf, nattvakt, diversearbetare och lärare i arabiska. På 1950-talet blev han författare. Med undantag för kortare vistelser i Kanada och Marocko har han fortsatt vara bosatt i Frankrike.